# 阿波郡
- 令制国一覧 > 南海道 > 阿波国 > 阿波郡
- 日本 > 四国地方 > 徳島県 > 阿波郡

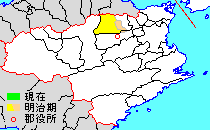
徳島県阿波郡の位置（薄黄：後に他郡に編入された区域）

阿波郡（あわぐん）は、徳島県（阿波国）にあった郡。

## 郡域
1879年（明治12年）に行政区画として発足した当時の郡域は、下記の区域にあたる。
- 阿波市の大部分（吉野町五条・吉野町西条・土成町高尾・土成町宮川内・土成町吉田を除く）
- 吉野川市の一部（鴨島町知恵島・鴨島町知恵島番外）

## 歴史

### 古代

#### 式内社
『延喜式』神名帳に記される郡内の式内社。
| 神名帳             | 神名帳         | 神名帳 | 神名帳                 | 比定社                 | 比定社                 | 比定社 | 集成 |
| 社名               | 読み           | 格     | 付記                   | 社名                   | 所在地                 | 備考   | 集成 |
| ------------------ | -------------- | ------ | ---------------------- | ---------------------- | ---------------------- | ------ | ---- |
| 阿波郡 2座（並小） |                |        |                        |                        |                        |        |      |
| 建布都神社         | タケフツノ     | 小     |                        | （論）建布都神社       | 徳島県阿波市市場町香美 |        |      |
| 建布都神社         | タケフツノ     | 小     | （論）建布都神社       | 徳島県阿波市土成町郡   |                        |        |      |
| 建布都神社         | タケフツノ     | 小     | （論）赤田神社         | 徳島県阿波市土成町成当 |                        |        |      |
| 建布都神社         | タケフツノ     | 小     | （論）伊笠神社         | 徳島県阿波市市場町犬墓 |                        |        |      |
| 建布都神社         | タケフツノ     | 小     | （論）（合祀）八幡神社 | 徳島県阿波市市場町香美 |                        |        |      |
| 事代主神社         | コトシロヌシノ | 小     |                        | 事代主神社             | 徳島県阿波市市場町伊月 |        |      |
| 凡例を表示         |                |        |                        |                        |                        |        |      |

### 近世以降の沿革
- 明治初年時点で、全域が阿波徳島藩領であった。「旧高旧領取調帳」に記載されている村は以下の通り。（30村）

切幡村、興崎村、尾開村、市場町、香美村、山野上村、八幡町、秋月村、伊月村、西野川村、久千田村、勝命村、大俣村、上喜来村、犬墓村、日開谷村、大影村、柿原村、土成村、浦池村、成当村、水田村、郡村、知恵島村、粟島村、大野島村、西林村、伊沢村、小倉原村、東林村
- 明治4年
  - 7月14日（1871年8月29日） - 廃藩置県により徳島県（第1次）の管轄となる。
  - 11月15日（1871年12月26日） - 第1次府県統合により名東県の管轄となる。
- 明治初年 - 西野川村が久千田村に合併。（29村）
- 明治9年（1876年）8月21日 - 第2次府県統合により高知県の管轄となる。
- 明治12年（1879年）1月4日[2] - 郡区町村編制法の高知県での施行により行政区画としての阿波郡が発足。「阿波麻植郡役所」が麻植郡川島町に設置され、同郡とともに管轄。
- 明治13年（1880年）3月2日 - 徳島県（第2次）の管轄となる。

### 町村制以降の沿革

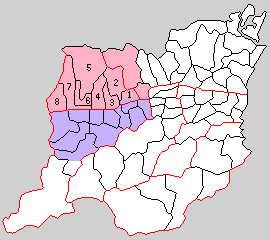
1.柿島村 2.土成村 3.八幡村 4.市香村 5.大俣村 6.久勝村 7.伊沢村 8.林村（赤：阿波市 紫：吉野川市）

- 明治22年（1889年）10月1日 - 町村制の施行により、以下の各村が発足。特記以外は全域が現・阿波市。（8村）
  - 柿島村 ← 柿原村（現・阿波市）、知恵島村（現・吉野川市）
  - 土成村 ← 土成村、成当村、郡村、浦池村、水田村［大部分］、秋月村、伊月村［一部］
  - 八幡村 ← 粟島村、八幡町、大野島村、山野上村、伊月村［大部分］、切幡村、水田村［一部］
  - 市香村 ← 市場町、興崎村、香美村、尾開村、上喜来村［一部］
  - 大俣村 ← 大俣村、日開谷村、犬墓村、大影村、上喜来村［大部分］
  - 久勝村 ← 勝命村、久千田村
  - 伊沢村 ← 伊沢村、小倉原村、東林村［一部］
  - 林村 ← 西林村、東林村［大部分］
- 明治24年（1891年）4月1日 - 郡制を施行[注釈 1]。
- 明治25年（1892年）10月 - 市香村に郡役所が落成した[注釈 2]。
- 明治40年（1907年）11月1日 - 市香村が町制施行・改称して市場町となる。（1町7村）
- 明治41年（1908年）7月20日 - 八幡村が町制施行して八幡町となる。（2町6村）
- 大正12年（1923年）4月1日 - 郡会が廃止。郡役所は存続。
- 大正15年（1926年）7月1日 - 郡役所が廃止。以降は地域区分名称となる。
- 昭和3年（1928年）11月1日 - 林村が町制施行して林町となる。（3町5村）
- 昭和26年（1951年）11月3日 - 久勝村が町制施行して久勝町となる。（4町4村）
- 昭和30年（1955年）3月31日（2町1村）
  - 八幡町・市場町・大俣村が合併し、改めて市場町が発足。
  - 久勝町・伊沢村・林町が合併して阿波町が発足。
  - 土成村が板野郡御所村と合併して板野郡土成町が発足。
- 昭和32年（1957年）3月31日 - 柿島村が分割し、一部（柿原）が板野郡一条町と合併して板野郡吉野町が発足。残部（知恵島）が麻植郡鴨島町に編入。（2町）
- 平成17年（2005年）4月1日 - 市場町・阿波町が板野郡吉野町・土成町と合併して阿波市が発足。同日阿波郡消滅。

### 変遷表
| 明治22年10月1日 | 明治22年 - 大正15年             | 昭和1年 - 昭和29年   | 昭和30年 - 昭和64年                | 平成1年 - 現在        | 現在   |
| --------------- | ------------------------------- | -------------------- | ---------------------------------- | --------------------- | ------ |
| 市香村          | 明治40年11月1日 町制改称 市場町 | 市場町               | 昭和30年3月31日 市場町             | 平成17年4月1日 阿波市 | 阿波市 |
| 八幡村          | 明治41年7月20日 町制            | 八幡町               | 昭和30年3月31日 市場町             | 平成17年4月1日 阿波市 | 阿波市 |
| 大俣村          | 大俣村                          | 大俣村               | 昭和30年3月31日 市場町             | 平成17年4月1日 阿波市 | 阿波市 |
| 林村            | 林村                            | 昭和3年11月1日 町制  | 昭和30年3月31日 阿波町             | 平成17年4月1日 阿波市 | 阿波市 |
| 久勝村          | 久勝村                          | 昭和26年11月3日 町制 | 昭和30年3月31日 阿波町             | 平成17年4月1日 阿波市 | 阿波市 |
| 伊沢村          | 伊沢村                          | 伊沢村               | 昭和30年3月31日 阿波町             | 平成17年4月1日 阿波市 | 阿波市 |
| 土成村          | 土成村                          | 土成村               | 昭和30年3月31日 板野郡土成町の一部 | 平成17年4月1日 阿波市 | 阿波市 |
| 柿島村          | 柿島村                          | 柿島村               | 昭和32年3月31日 板野郡吉野町の一部 | 平成17年4月1日 阿波市 | 阿波市 |

## 行政
高知県阿波・麻植郡長
| 代 | 氏名 | 就任年月日               | 退任年月日               | 備考         |
| -- | ---- | ------------------------ | ------------------------ | ------------ |
| 1  |      | 明治12年（1879年）1月4日 |                          |              |
|    |      |                          | 明治13年（1880年）3月1日 | 徳島県に移管 |

阿波・麻植郡長
| 代 | 氏名       | 就任年月日               | 退任年月日                | 備考                   |
| -- | ---------- | ------------------------ | ------------------------- | ---------------------- |
| 1  |            | 明治13年（1880年）3月2日 |                           |                        |
|    | 蓮池康太郎 |                          | 明治40年（1907年）7月2日  |                        |
|    | 赤星尋郁   | 明治40年（1907年）7月3日 | 明治43年（1910年）3月15日 |                        |
|    |            |                          | 大正15年（1926年）6月30日 | 郡役所廃止により、廃官 |